# Stanisław Gustaw Liebhart
Stanisław Gustaw Liebhart (ur. 6 marca 1897 w Kołomyi, zm. 29 marca 1968 w Lublinie) – polski lekarz, ginekolog, profesor nauk medycznych.

## Rodzina
Syn Gustawa Kazimierza Liebharta i Zofii Szybalskiej, brat Adama, Zofii i Władysława.

## Życiorys
W 1924r ukończył studia na Wydziale Lekarskim Uniwersytetu Jana Kazimierza we Lwowie pod kierunkiem światowej sławy ginekologa prof. Kazimierza Bocheńskiego. Pracę rozpoczął od razu po uzyskaniu dyplomu lekarskiego. Współtworzył lwowską szkołę ginekologiczno-położniczą, czego wyrazem są liczne artykuły w prasie specjalistycznej. W tym okresie wymieniany jako założyciel (1924r) i pierwszy prezes korporacji akademickiej Gasconia, a także prezes Koła Filistrów 1932-33, oraz prezes Klubu Młodych przy Kasynie Literacko-Artystycznym we Lwowie 1935-39. Tuż przed wojną pracownik Szpitala Okręgowego Nr. VI Ubezpieczalni Społecznej przy ul.Kurkowej 31 (w 1939r przemianowany na szpital wojenny nr.604). Po zamordowaniu profesorów lwowskich podziemna Rada Wydziału Lekarskiego umożliwiła studia i habilitację w warunkach tajnego funkcjonowania. Dr. Leibhart będący młodszym asystentem w Klinice Chirurgii przeprowadza w ten sposób habilitację.
W 1945 opuszcza Lwów i przenosi się do Krakowa. W 1948r. mianowany profesorem nadzwyczajnym. Przenosi się do Lublina, gdzie obejmuje kierownictwo I Katedry i Kliniki Położnictwa i Chorób Kobiecych. Określany mianem twórcy Lubelskiego Akademickiego Ośrodka Położniczo-Ginekologicznego. Był dziekanem Wydziału Lekarskiego i prorektor Akademii Medycznej w Lublinie powstałej w 1950r m.in. dzięki jego wysiłkom. Do końca aktywny zawodowo. Zmarł w 1968r w Lublinie i tam też pochowany na cmentarzu przy ul.Lipowej.
W uznaniu zasług prof. Liebharta dla rozwoju lubelskiego ośrodka medycznego, nazwano jego imieniem jedną z sal wykładowych w Państwowym Szpitalu Klinicznym nr 4. Od 1987r jego imię nosi także Medyczne Studium Zawodowe w Lublinie.
Stanisław Leibhart jest autorem 5 podręczników oraz ponad 200 prac naukowych poświęconych m.in. zagadnieniom położnictwa, ginekologii, w tym wielokrotnie wznawianego podręcznika akademickiego Ginekologia zachowawcza.

## Odznaczenia i wyróżnienia
- Krzyż Kawalerski Orderu Odrodzenia Polski
- Złota Odznaka Honorowa Zasłużonego dla Lublina

## Wybrane artykuły
- O tzw. miesiączkowaniu zastępczym i uzupełniającym w Polska Gazeta Lekarska. 1937, nr 20.
- Wpływ orastiny na mięsień macicy w Polska Gazeta Lekarska. 1939, nr 12.

## Wybrane publikacje
- Rola witaminów w organizmie kobiety, nakł. Uniwersytetu M. C. Skłodowskiej, Lublin 1949.
- Endokrynologja Lekarska [red. nauk.: Stanisław Liebhart i Henryk Szpidbaum], Laokoon, Lwów 1936-39
- Diagnostyka chorób kobiecych : praca zbiorowa pod red. Stanisława Liebharta, PZWL, Warszawa 1966
- Klinika żeńskich hormonów płciowych, Wydawnictwo Lekarskie Eskulap, Warszawa 1934
- Porody przedwczesne. Przyczyny, zapobieganie, postępowanie lecznicze, PZWL, Warszawa 1981